# Peter Adoboh
Peter Iornzuul Adoboh (* 14. April 1958 in Tse-Kucha, Benue; † 14. Februar 2020 in Abuja) war ein nigerianischer Geistlicher und römisch-katholischer Bischof von Katsina-Ala in Nigeria.

## Leben
Peter Adoboh trat 1978 in das St. Augustine's Major Seminary in Jos ein, wo er von 1978 bis 1984 Philosophie und Theologie studierte. Er empfing am 30. Juni 1984 die Priesterweihe für das Bistum Makurdi und war Pfarrvikar der Pfarrei Christus des Königs in Vandeikya (1984–1985), Stellvertretender Pfarrer der Pfarrgemeinde St. Anthonius in Zaki-Biam (1985–1986) und Vizerektor am St. James Minor Seminar in Aliade (1986–1987). Von 1987 bis 1988 absolvierte er ein Aufbaustudium der Spiritualität am Institute of St. Anselm in England und war von 1988 bis 2001 Professor und spiritueller Leiter am Hauptseminar von St. Thomas von Aquin in Makurdi. Von 1993 bis 1995 folgte ein Doktoratsstudium der Spiritualität an der ökumenischen Toronto School of Theology (TST) in Kanada. Er war Pfarrer der Pfarrei St. Luck in Kubwa in der Erzdiözese Abuja (2001–2004) und Pfarrer der Pfarre St. Anna in Adikpo (2004–2009). Seit 2009 war er Pfarrer in der Pfarrei St. Winfred in Ihugh und Dekan des Dekanats von Adikpo.
Papst Benedikt XVI. ernannte ihn am 29. Dezember 2012 zum ersten Bischof des mit gleichem Datum gegründeten Bistums Katsina-Ala. Der Bischof von Makurdi, Athanasius Atule Usuh, spendete ihm am 23. Februar des folgenden Jahres die Bischofsweihe. Mitkonsekratoren waren der Erzbischof von Abuja, John Kardinal Onaiyekan, und der Apostolische Nuntius in Nigeria, Erzbischof Augustine Kasujja.
In einem Nachruf erinnerte der nigerianische Politiker und Gouverneur des Bundesstaates Benue, Samuel Ioraer Ortom, an die entscheidende Rolle, die Bischof Adoboh für den Erfolg des Amnestieprogramms seiner Regierung spielte, das zur Niederlegung von Tausenden von Waffen und Amnestien von Hunderten von Jugendlichen führte, die sich der Initiative anschlossen. Zudem setzte sich Adoboh für die Wiederherstellung von Frieden und Sicherheit ein, insbesondere im Sankera-Gebiet in Ukum.